# Gelso (araldica)
In araldica il gelso, o moro, è simbolo di prudenza a causa della sua caratteristica di crescere tardi.
Secondo il Ginanni il gelso verde in campo d'argento rappresenta pensieri prudenti e virtuosi nella ricerca della felicità.
Il gelso è talora utilizzato anche nell'araldica civica italiana.

Gelso al naturale (Ornago, Italia)
Gelso sradicato, fustato al naturale, fogliato di dieci di verde (Baranzate, Italia)